# Північноандійське парамо
Північноандійське парамо (ідентифікатор WWF: NT1006) — неотропічний екорегіон гірських луків та чагарників, розташований в Андах на території Колумбії та Еквадору.

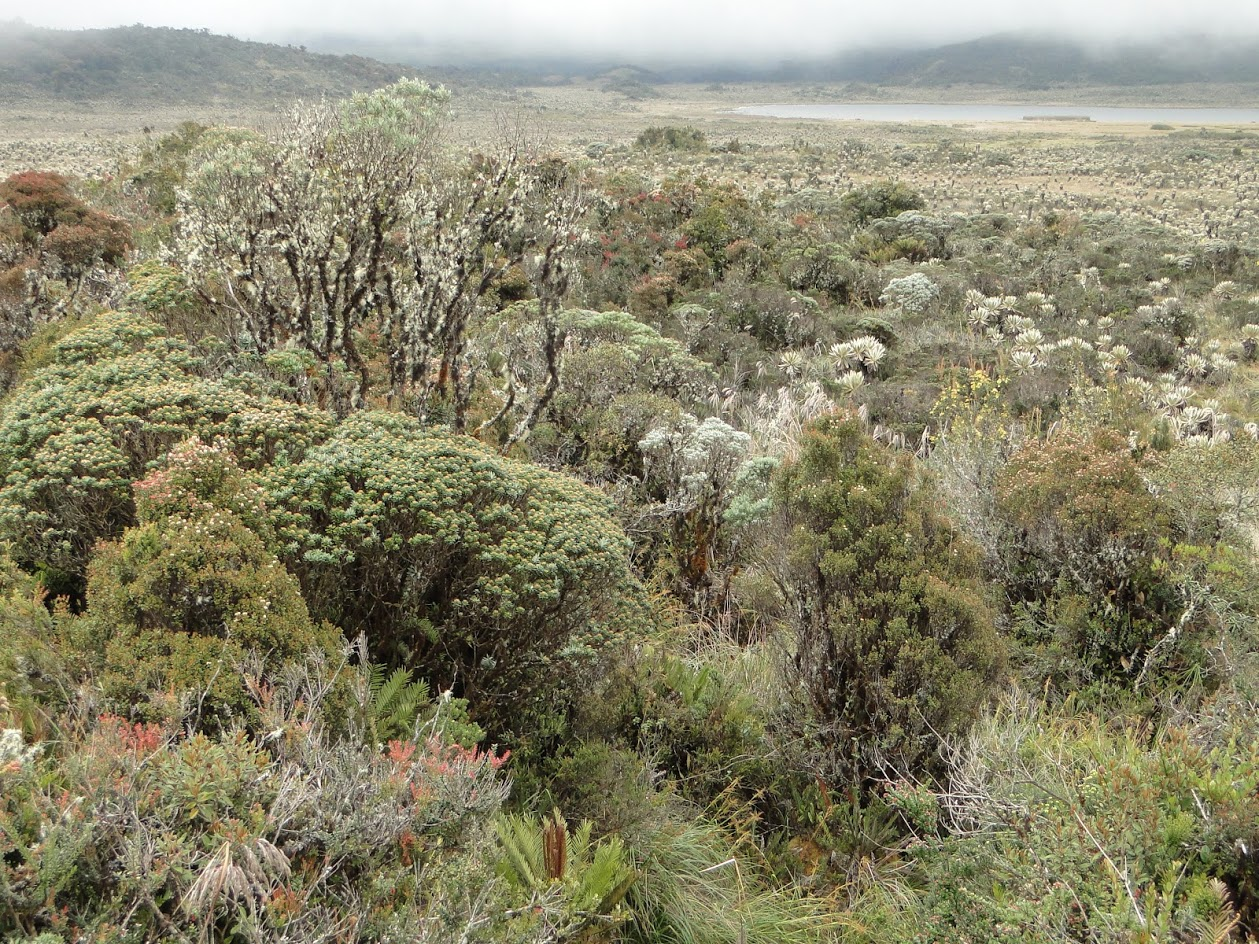
Високогірні карликові ліси у Національному парку Пурасе (Колумбія)

Парамо у Національному парку Лас-Ермосас (Колумбія)

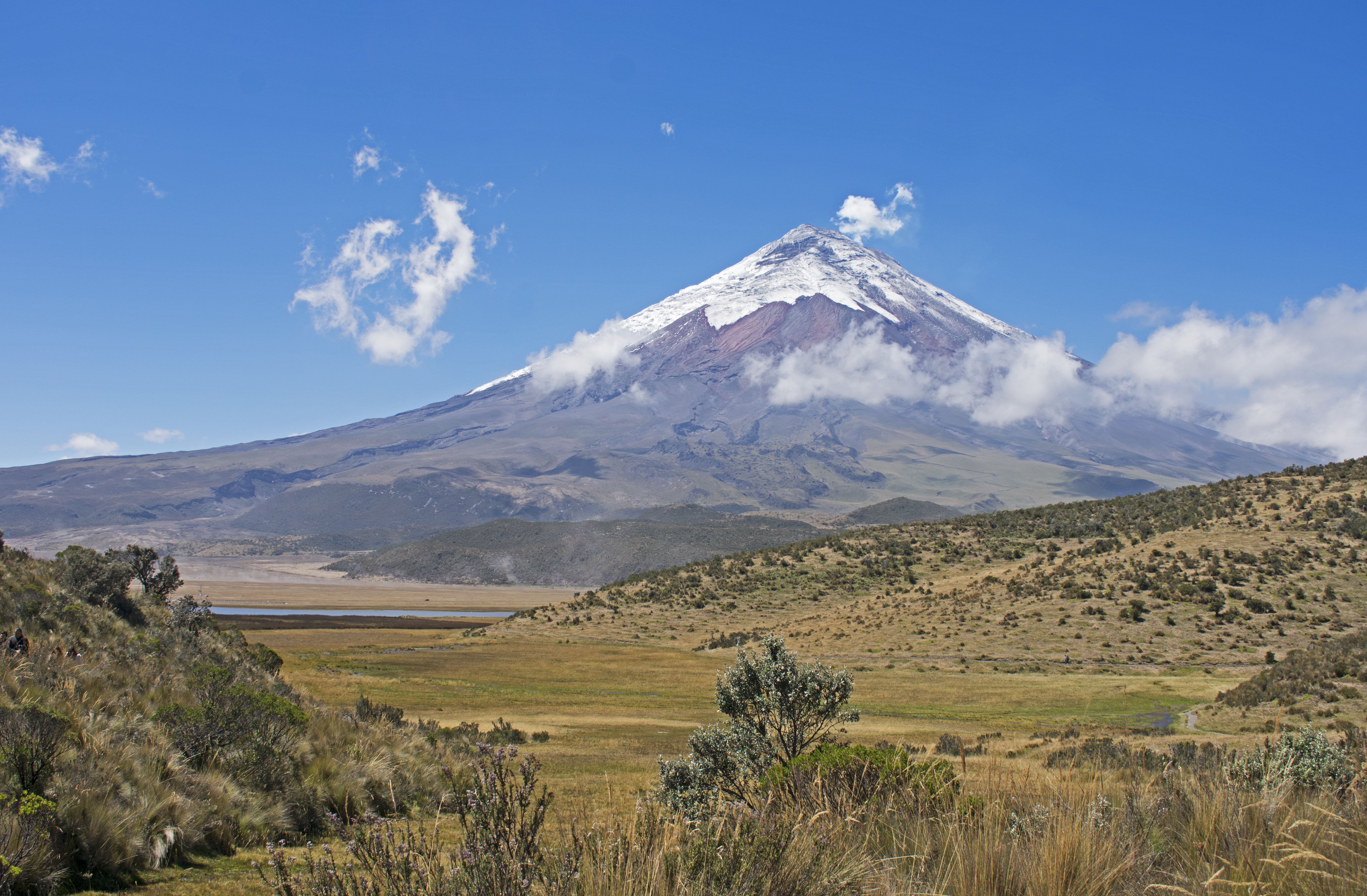
Вулкан Котопахі (Еквадор)

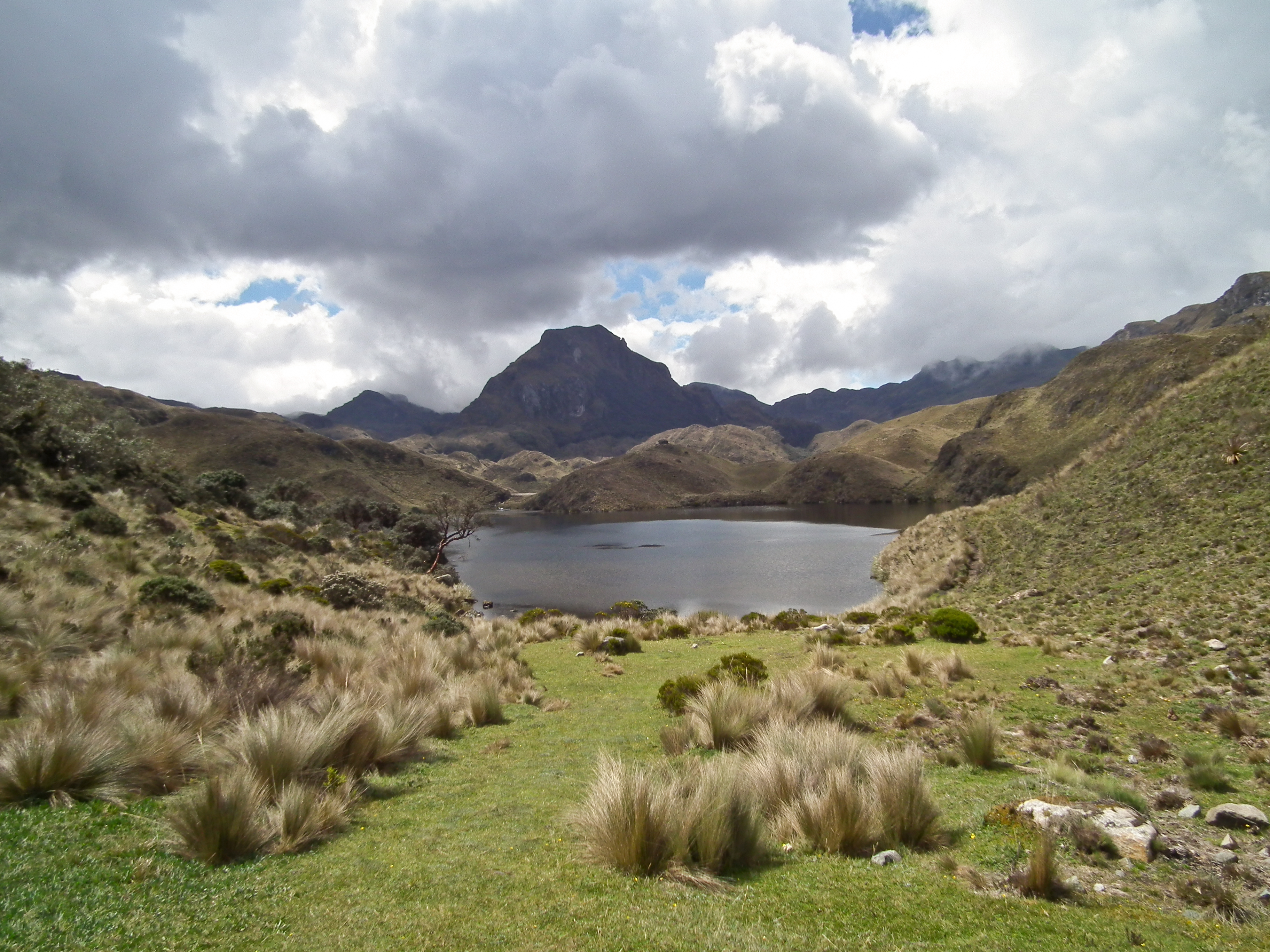
Ландшафт Національного парку Кахас (Еквадор)

## Географія
Екорегіон північноандійського парамо охоплює високогір'я Північних Анд, розташованих на території Колумбії, Еквадору та Північного Перу. Він включає ділянки парамо (високогірних луків і пустищ), розташовані між верхньою межею лісу, яка знаходиться приблизно на висоті 3000-3500 м над рівнем моря, та сніговою лінією, яка знаходиться на висоті 5000 м над рівнем моря. На нижчих висотах північноандійське парамо переходить у високогірні ліси, які є частиною екорегіонів гірських лісів Північно-Західних Анд, гірських лісів долини Кауки, гірських лісів долини Магдалени, гірських лісів Кордильєри-Орієнталь та гірських лісів Кордильєри-Реаль.
Колумбійські Анди складаються з трьох паралельних гірських хребтів: Кордильєри-Оксиденталь або Західного хребта, Кордильєри-Сентраль або Центрального хребта та Кордильєри-Орієнталь або Східного хребта. Ці хребти розділені великими міжандійськими долинами, по яким протікають річки Магдалена, Каука та Патія. Східний хребет є найбільшим та найвищим. Тут розташований гірський масив Сьєрра-Невада-дель-Кокуй, найвищою вершиною якого є гора Рітакуба-Бланко заввишки 5410 м. У високогір'ях Кордильєри-Орієнталь знаходиться Парамо-де-Сумапас — найбільша ділянка парамо у світі, а також інші великі ділянки парамо, зокрема Парамо-де-Сантурбан, Парамо-де-Альморзадеро, Парамо-де-Крус-Верде, Парамо-де-Герреро тощо. Найпівнічніша ділянка парамо розташована в горах Серранія-де-Періха — північному продовженні Східного хребта, яке лежить на кордоні між Колумбією та Венесуелою. У горах Кордильєри-Сентраль ділянки парамо зустрічаються на вершинах згаслих та діючих вулканів, таких як Невадо-дель-Уїла заввишки 5364 м, Невадо-дель-Руїс заввишки 5389 м та Невадо-дель-Толіма заввишки 5276 м. Найбільші ділянки парамо в горах центрального хребта знаходяться у національних парках Лас-Ермосас, Невадо-дель-Уїла та Лос-Невадос. Гори Західного хребта Колумбійських Анд є нижчими та вужчими, ніж гори Центрального та Східного хребтів. Їх найвищою вершиною є Серро-Татама заввишки 4100 м. Однією з найбільших ділянок парамо в горах Кордильєри-Оксиденталь є Парамо-де-Фронтіно, розташоване на північному краю гір.
На півдні Колумбії три хребти Колумбійських Анд сходяться між собою, утворюючи Колумбійський масив та вузол Нудо-де-лос-Пастос. Далі на південь, на території Еквадору, Анди знову розділяються на Кордильєру-Оксиденталь або Західний хребет та Кордильєру-Реаль — продовження Центрального хребта. В Еквадорських Андах найбільші ділянки парамо знаходяться у високогір'ях великих вулканів, таких як Чимборасо заввишки 6263 м, Котопахі заввишки 5897 м та Каямбе заввишки 5790 м.
Завдяки різноманітній геології Анд у високогір'ях екорегіону зустрічаються різні типи ґрунтів, передусім молоді андосолі, інцептісолі, гістосолі, ентісолі та моллісолі. На низьких висотах, в субпарамо, переважають темні ґрунти з низьким вмістом кальцію і вільного фосфору та з доволі високим вмістом калію і азоту. Вони містять більш ніж 10 % органічних речовин у верхньому шарі та мають низьку кислотність. На середніх висотах, у справжньому парамо, переважають доволі глибокі, темні, кислі, насичені вологою та багаті на органічні речовини ґрунти, які часто містять шар торфу. На найвищих висотах, у суперпарамо, поширені неглибокі, кам'янисті або піщані ґрунти, які містять небагато органічних речовин. Вони погано утримують воду та є дуже малородючими.

## Клімат
В межах екорегіону переважає тундровий клімат (ET за класифікацією кліматів Кеппена). Вночі температура може опускатися нижче 0 °C, а вдень підіймається до 30 °C. Протягом дня сонячне небо та високі температури можуть чергуватися з сильною хмарністю, туманами, дощем та снігом. Загалом парамо Колумбії та Еквадору отримують багато вологи — близько 500-3000 мм, які рівномірно розподілені протягом року. Це відрізняється від парамо в Коста-Риці і Венесуелі, де завдяки пасатам існує чітко виражений сухий сезон, та від парамо Північного Перу, де клімат більш посушливий.

## Флора
В межах екорегіону зустрічаються різні рослинні угруповання, зокрема водно-болотні угіддя та різні типи перехідних субальпійських карликових лісів і чагарників, однак домінуючим типом рослинності в регіоні є альпійські луки, відомі як парамо. На висоті 3000-3500 м над рівнем моря поширена перехідна зона субпарамо, яка містить чагарники і трав'янисті луки, серед яких подекуди ростуть невисокі дерева. Справжнє трав'янисте парамо поширене на висоті від 3500 до 4100 м над рівнем моря. Тут переважають купини куничника (Calamagrostis spp.) та костриці (Festuca spp.), а також різноманітні подушкоподібні рослини та вражаючі розеткові еспелетії (Espeletia spp.). На найвищих вершинах екорегіону поширене суперпарамо, рослинність якого пристосована до найсуворіших умов. Тут зустрічаються карликові рослини, мохи та лишайники, які перемежовуються ділянками відкритого ґрунту. Загалом флора екорегіону характеризується високим різноманіттям та рівнем ендемізму. Близько 86 % квіткових рослин, поширених в регіоні, є ендеміками.
Гороутворення Анд почалося у міоцені, але на півночі континенту вони досягли сучасної висоти лише у пліоцені, під час періоду сильної вулканічної активності між чотирма та п'ятьма мільйонами років тому. У цей час вершини гір піднялися вище верхньої межі лісу, і на них почала формуватися протопарамна рослинність, яка включала представників родин Злакові (Poaceae), Осокові (Cyperaceae), Айстрові (Asteraceae), Вересові (Ericaceae) тощо. Наприкінці плейстоцену відбувалися чергування льодовикових та міжльодовикових періодів, причому короткі холодні та сухі періоди чергувалися з теплішими та вологішими періодами. Під час похолодань пояси парамо зміщувалися на нижчі висоти та поєднувалися між собою, а при потеплінні вони переміщувалися на більші висоти та розділялися на непов'язані між собою анклави. В результаті флора парамо являє собою суміш видів тропічного та бореального походження, причому окремі ділянки парамо характеризуються високим рівнем ендемізму, і включають багато видів, поширених лише на одній гірській вершині або на вершинах окремого гірського хребта.
Ще 14 000 років тому температури були на 6-7 °C нижчими за сучасні, а пояс парамо починався на висоті 2000 м над рівнем моря. Він охоплював набагато більшу площу, ніж сьогодні, і більшість сучасних ізольованих ділянок парамо були поєднані між собою. Потепління, яке почалося близько 10 000 років тому на початку епохи голоцену, призвело до підняття верхньої межі лісу, що підштовхнуло пояс парамо вгору та зменшило його площу. Похолодання, яке почалося близько 2900 років тому, призвело до зміщення поясу вниз до його нинішнього положення. Ця картина може бути спрощеною, оскільки види, менш чутливі до змін температури, могли рухатися менше, ніж більш чутливі, тому флористичний склад парамо міг змінитися.

## Фауна
Серед птахів, поширених у високогір'ях екорегіону, слід відзначити південну зенаїду (Zenaida auriculata), довгодзьобого дрімлюгу (Systellura longirostris), гірського баранця (Gallinago jamesoni), гірського колібрі (Lafresnaya lafresnayi), синьочеревого колібрі (Colibri coruscans), пурпурового колібрі-короткодзьоба (Ramphomicron microrhynchum), рудоволого колібрі-золотожара (Aglaeactis cupripennis), фіолетовогорлого еріона (Eriocnemis vestita), синьолобого еріона (Eriocnemis luciani), рудочеревого атагіса (Attagis gayi), гірського баранця (Gallinago jamesoni), американського боривітра (Falco sparverius), агую (Geranoaetus melanoleucus), андійського кондора (Vultur gryphus), андійського сичика-горобця (Glaucidium jardinii), чорного тапакуло (Scytalopus latrans), скельного канастеро (Asthenes wyatti), смугастого канастеро (Asthenes flammulata), білобрового трясохвоста (Cinclodes albidiventris), іржастого пію (Synallaxis unirufa), андійського пію (Synallaxis azarae), андійську сікору (Leptasthenura andicola), білогорлу корпуану (Asthenes fuliginosa), білогорлого тиранчика-довгохвоста (Mecocerculus leucophrys), сивоголового кіптявника (Cnemarchus erythropygius), смугастогорлого кіптявника (Myiotheretes striaticollis), довгохвостого торилона (Uromyias agilis), іржастого пітайо (Ochthoeca fumicolor), білохвостого гохо (Agriornis albicauda), бурочереву ластовицю (Orochelidon murina), річкового овада (Cistothorus platensis), великого дрозда (Turdus fuscater), андійського щеврика (Anthus bogotensis), андійського чижа (Spinus spinescens), рудошийого бруанта (Zonotrichia capensis), чорноголового коронника (Myiothlypis nigrocristata), маскового квіткокола (Diglossa cyanea), блискотливого квіткокола (Diglossa lafresnayii), чорного квіткокола (Diglossa humeralis), тонкодзьобого насіннєїда (Catamenia homochroa), великого насіннєїда (Catamenia inornata), сіроволого вівсянчика (Geospizopsis plebejus) та сірого вівсянчика (Geospizopsis unicolor). У високогірних водно-болотних угіддях зустрічаються андійські качки (Merganetta armata), андійські савки (Oxyura ferruginea), андійські чирянки (Anas andium), андійські лиски (Fulica ardesiaca), андійські чайки (Vanellus resplendens), андійські мартини (Larus serranus) та майже ендемічні андійські пастушки (Rallus semiplumbeus).
Ендеміками екорегіону є строкаточубі колібрі (Oxypogon guerinii), арменіанські колібрі (Oxypogon stuebelii), пурпуровогорлі колібрі-барвограї (Metallura baroni), бронзові колібрі-тонкодзьоби (Chalcostigma heteropogon), фіолетовоголові колібрі-прямохвости (Oreotrochilus chimborazo), синьогорлі колібрі-прямохвости (Oreotrochilus cyanolaemus), червонолобі катіти (Bolborhynchus ferrugineifrons), парамські тапакуло (Scytalopus canus), периханські корпуани (Asthenes perijana), строкаті трясохвости (Cinclodes excelsior), скельні дормілони (Muscisaxicola alpinus), колумбійські квіткоколи (Diglossa gloriosissima), чорні плюшівники (Urothraupis stolzmanni) та маскові танагри-короткодзьоби (Tephrophilus wetmorei), які зустрічаються виключно у високогір'ях Північних Анд. Серед майже ендемічних птахів, які також поширені у гірських лісах на нижчих висотах або у інших частинах Анд, слід відзначити криводзьобого інамбу (Nothoprocta curvirostris), колібрі-шпилькодзьоба (Opisthoprora euryptera), зеленого колібрі-барвограя (Metallura williami), золотистого колібрі-барвограя (Metallura iracunda), синьохвостого колібрі-тонкодзьоба (Chalcostigma stanleyi), білохвостого колібрі-тонкодзьоба (Chalcostigma herrani), колумбійського колібрі-інку (Coeligena orina), чорноногого еріона (Eriocnemis derbyi), вогнистоголового амазона-карлика (Hapalopsittaca amazonina), буроволого котору (Pyrrhura calliptera), нагірного тапакуло (Scytalopus opacus), високогірного тапакуло (Scytalopus griseicollis), гірську мурашницю (Grallaria quitensis), бояцьку мурашницю (Grallaria alticola), рудочеревого андеця (Doliornis remseni), еквадорську корпуану (Asthenes griseomurina), великого овада (Cistothorus apolinari) та колумбійського тамаруго (Conirostrum rufum).
У високогір'ях екорегіону зустрічається кілька видів ссавців, зокрема гірські тапіри (Tapirus pinchaque) білохвості олені (Odocoileus virginianus), ошийникові пекарі (Dicotyles tajacu), очкові ведмеді (Tremarctos ornatus), пуми (Puma concolor), довгохвості ласиці (Neogale frenata), західні коаті (Nasuella olivacea), кульпео (Lycalopex culpaeus), малі лісові рисові хом'яки (Microryzomys minutus) та андійські біловухі опосуми (Didelphis pernigra), а також майже ендемічні малі мазами (Mazama rufina), андійські тапеті (Sylvilagus andinus), боготські трав'яні миші (Neomicroxus bogotensis), сніжноногі парамомиші (Thomasomys niveipes), м'якошерстні парамомиші (Thomasomys laniger), парамові андійські миші (Thomasomys paramorum) та дрібновухі мідиці Томаса (Cryptotis thomasi). Ендеміками екорегіону є укучанські андійські миші (Thomasomys ucucha) та еквадорські трав'яні миші (Neomicroxus latebricola). 
Герпетофауна екорегіону включає низку ендемічних видів амфібій, зокрема хамбатську коротконогу жабу (Atelopus ignescens) та криваву дощову жабу (Pristimantis erythros), а також кілька видів плазунів, зокрема кирпату ріаму (Riama simotera), парамового фолідолобуса (Pholidobolus paramuno) та еквадорського полоза-інку (Incaspis amaru).

## Збереження
Оцінка 2017 року показала, що 24 187 км², або 81 % екорегіону, є заповідними територіями. Природоохоронні території включають: Національний природний парк Чінгаса, Національний природний парк Невадо-дель-Уїла, Національний природний парк Лос-Невадос, Національний природний парк Лас-Ермосас, Національний природний парк Пісба, Національний природний парк Парамільйо, Національний природний парк Татама, Національний природний парк Пурасе та Регіональний природний парк Сісавіта в Колумбії, Національний парк Каямбе-Кока, Національний парк Сангай, Національний парк Котопахі, Національний парк Кахас, Національний парк Льянганатес та Національний парк Антісана в Еквадорі, а також Національний парк Сьєрра-де-Періха у Венесуелі. У 1983 році Національний парк Сангай був внесений до списку Світової спадщини ЮНЕСКО.